# Ajda
Ne doit pas être confondu avec AJDA.
Ajda est un prénom féminin existant dans plusieurs cultures.
C'est, tout d'abord, un prénom kurde signifiant "germe, jeune pousse".
C'est aussi un prénom qui se trouve au sud de la Suède, dans la région de Scanie, forme locale d'Agda, diminutif suédois d'Agatha.
C'est aussi la forme bosniaque du prénom arabe Aïda/Ayda عائدة. Ce prénom a été popularisé en Turquie par Ajda Pekkan dont la mère était bosniaque.
Ce prénom en slovène signifie aussi "sarrasin".